# Ben Bova

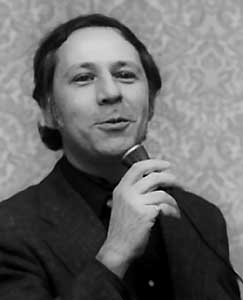
Ben Bova (1974)

Benjamin William Bova (Philadelphia (Pennsylvania), 8 november 1932 – Naples (Florida), 29 november 2020) was een Amerikaans sciencefictionschrijver, journalist en redacteur.

## Biografie
Bova haalde zijn bachelorgraad aan de Universiteit van Toronto in 1954. In de jaren tachtig ging hij weer studeren en behaalde hij de mastergraad in communicatie aan de Universiteit van New York in 1987 en promoveerde aan de Universiteit van Californië in 1996.
Hij werkte enkele jaren als journalist, onder andere voor The New York Times en The Wall Street Journal. Daarna ging hij werken aan lasers voor het Vanguardprogramma van de NASA, het eerste Amerikaanse satellietprogramma. In de jaren zeventig was hij redacteur van het SF-tijdschrift Analog na de dood van John W. Campbell en in de vroege jaren tachtig bij het tijdschrift Omni.
Zijn vele geschriften, zowel essays als romans, over wetenschap, technologie en de toekomst, voorzien van serieuze wetenschappelijke achtergrond, brachten hem erkenning als een van de visionairs van de SF. Bova voorspelde onder meer de race naar de maan van de jaren zestig, virtual reality, het Strategic Defense Initiative (Star Wars) en e-books.
Bova heeft als technisch adviseur voor bekende filmregisseurs gewerkt als Woody Allen, George Lucas en Gene Roddenberry. In 2007 werd hij gevraagd om een beeld te schetsen hoe de toekomst eruit zal zien voor de film Repo Men die in 2010 is uitgekomen met Jude Law, Forest Whitaker en Carice van Houten. In hetzelfde jaar assisteerde hij bij de verfilming van Altered Carbon van Richard Morgan.
Bova was erevoorzitter van de National Space Society. Hij was voorzitter van de Science Fiction and Fantasy Writers of America in 1990-92. In 2001 werd hij gekozen als lid van de American Association for the Advancement of Science. Hij won de Hugo Award voor "Professional Editor" van 1973 tot 1977 en in 1979. In 2007 verdiende hij de John W. Campbell Memorial Award met Titan.
Hij overleed in 2020 op 88-jarige leeftijd.

## Gedeeltelijke bibliografie
Orion-serie
- Orion (1984)
- Vengeance of Orion (1988)
- Orion in the Dying Time (1990)
- Orion and the Conqueror (1994)
- Orion Among the Stars (1995)
- Orion and King Arthur (2011)

Voyagers-serie
- Voyagers (1985)
- Voyagers II – The alien within (1987)
- Voyagers III – Star Brothers (1991)
- Voyagers IV – The return (2010)

Ben Bova's Grand Tour of the Universe
- Mars (1992)
- Empire Builders (1993)
- Moonrise (1996)
- Moonwar (1997)
- Return to Mars (1999)
- Venus (2000)
- Jupiter (2000)
- Saturn (2003)
- Mercury (2005)
- Powersat (2005)
- Titan (2006)
- Mars Life (2008)
- Asteroid Wars
  - The Precipice (2001)
  - The Rock Rats (2002)
  - The Silent War (2004)
  - The Aftermath (2007)

Overige romans
- The Weathermakers (1967)
- Out of the Sun (1968)
- Escape! (1970)
- THX 1138 (1971)
- As on a Darkling Plain (1972)
- The Winds of Altair (1972)
- When the Sky Burned (1973)
- Gremlins, Go Home! (1974 – met Gordon R. Dickson)
- The Starcrossed (1975)
- City of Darkness (1976)
- The Multiple Man (1976)
- Colony (1978 – NL: De Kolonie)
- Test of Fire (1982)
- Peacekeepers (1988)
- Cyberbooks (1989)
- The Trikon Deception (1992 – met Bill Pogue)
- Triumph (1993)
- Death Dream (1994)
- Brothers (1995)
- The Green Trap (2006)
- The Immortality Factor (2009)

Verhalenbundels
- Forward in Time (1973)
- Maxwell's Demons (1979)
- Escape Plus (1984)
- The Astral Mirror (1985)
- Prometheans (1986)
- Battle Station (1987)
- Future Crime (1990)
- Challenges (1994)
- Twice Seven (1998)
- Tales of the Grand Tour (2004)